# Ticknor and Fields
Ticknor and Fields è stata una casa editrice statunitense con sede a Boston, Massachusetts.
Fondata nel 1854 da William Ticknor e John Allen, fu acquistata da Houghton Mifflin Harcourt nel 1889. La sede storica era l'Old Corner Bookstore di Boston.

## Storia

### I primi anni

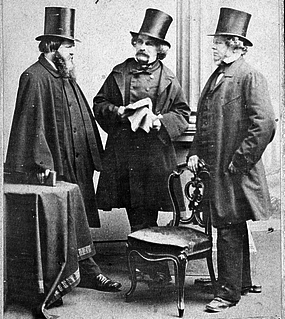
James Fields, Nathaniel Hawthorne, William Ticknor; foto di J.W. Nero, 1863 circa

Nel 1832 William Davis Ticknor e John Allen iniziarono una piccola attività di vendita di libri che operava nell'edificio detto Old Corner Bookstore situato all'incrocio tra Washington street e School street a Boston, Massachusetts. Lo spazio era stato precedentemente utilizzato dagli editori Carter & Hendee, che avevano assunto un adolescente James T. Fields come apprendista. Quando Ticknor e Allen iniziarono la loro attività, Fields si unì a loro. Un anno dopo, Allen si ritirò dall'azienda e Ticknor continuò l'attività come "William D. Ticknor and Company". Quando John Reed e Fields divennero soci nel 1845, l'impronta fu cambiata in "Ticknor, Reed e Fields". Reed si ritirò nel 1854 e l'impronta fu ribattezzata "Ticknor and Fields".
In questi anni l'azienda acquistò e stampò l'Atlantic Monthly e la North American Review. Sempre nel 1842 Ticknor divenne il primo editore americano a pagare scrittori stranieri per le loro opere, a cominciare da Alfred Tennyson. Questi furono anni di prosperità per l'azienda e riuscirono ad pubblicarono un elenco impressionante di autori: Horatio Alger, Lydia Maria Child, Charles Dickens, Ralph Waldo Emerson, Nathaniel Hawthorne, Oliver Wendell Holmes, Henry Wadsworth Longfellow, James Russell Lowell, Harriet Beecher Stowe, Alfred Tennyson, Henry David Thoreau, Mark Twain e John Greenleaf Whittier. La Old Corner Bookstore era diventata la casa editrice e il luogo di incontro di questi autori.
Il successo dell'azienda era in gran parte dovuto ai talenti perfettamente abbinati ma ampiamente diversificati di Ticknor e Fields. Ticknor dirigeva la parte finanziaria e produttiva mentre Fields si concentrava sulle relazioni con gli autori e sugli aspetti sociali del business. Fu anche durante questi anni che Ticknor e Fields svilupparono uno stretto rapporto con la Riverside Press, fondata da Henry Oscar Houghton nel 1852.

### Dopo Ticknor

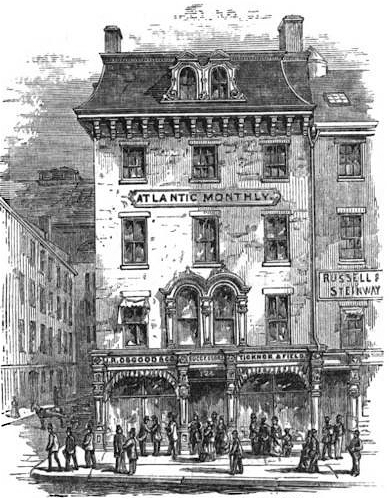
Ufficio Ticknor & Fields, 124 Tremont Street, Boston, 1868 circa; situato di fronte alla Park Street Church

Nella primavera del 1864 Ticknor morì di malattia inaspettatamente; gli interessi nell'azienda furono portati avanti da suo figlio Howard M. Ticknor. In questi anni l'attività era diventata troppo grande per Old Corner Bookstore e Fields, ora a capo dell'azienda, non era più interessata alla vendita al dettaglio. Vendette la Old Corner Bookstore il 12 novembre 1864 e trasferì la casa editrice in 124 Tremont Street. L'azienda iniziò anche a pubblicare il periodico per ragazzi Our Young Folks a cura di Howard M. Ticknor. Il giovane Ticknor si ritirò presto e, nel 1868, l'azienda fu riorganizzata come Fields, Osgood, & Co. Seguirono alcuni cambi di proprietà - Fields si era voluto ritirare dall'attività per dedicarsi alla scrittura - e il 2 gennaio 1871 l'azienda fu ribattezzata James R. Osgood & Co.
Osgood, che considerava Fields un mentore, attirò nuovi talenti e pubblicò nuovi lavori di Thomas Bailey Aldrich, Bret Harte, William Dean Howells, Henry James, Sarah Orne Jewett, Lucy Larcom, Elizabeth Stuart Phelps Ward, Celia Thaxter e Charles Dudley Warner.

### Ultimi anni
L'azienda investì in nuove tecnologie di stampa, in vari periodici e aprì un ufficio a New York. Nel giro di pochi anni, la società si trovò in difficoltà finanziarie. Nel dicembre 1878, furono costretti a fondersi con Hurd & Houghton e divennero "Houghton, Osgood e Co." Henry Oscar Houghton divenne socio. La partnership durò fino al 1880, quando Osgood lasciò per formare una seconda "J. R. Osgood and Company". La società di Houghton, ora "Houghton, Mifflin e Co.", conservava i diritti sul catalogo editoriale di Tickner e Fields. La seconda J. R. Osgood and Co. fu rilevata da Benjamin Holt Ticknor nel 1885 con il nome di "Ticknor and Company". Ticknor and Company operò fino al 1889 quando divenne parte di Houghton, Mifflin e Co. Nel 1908 il nome fu cambiato in "Houghton Mifflin Company".

### Revival del ventesimo secolo
Nel 1979, Houghton Mifflin fece rivivere il nome di Ticknor e Fields come marchio. Chester Kerr è stato l'editore dal suo ristabilimento al 1984; Corlies Smith lo seguì dal 1984 al 1989.